# ابوالفضل کمالی
ابوالفضل کمالی یکی از بازیکنان فوتبال ایران است. این بازیکن در طول در دوران حضورش، در تیم‌های مختلفی من‌جمله  تیم فوتسال جوانان کشور مشارکت داشته‌است.